# Мезенцев, Георгий Афанасьевич
Мезенцев Георгий Афанасьевич (25 мая 1903, Бердянск — 28 октября 1976, Москва) — советский капитан дальнего плавания, участник войны в Испании.

## Биография
После окончания Одесского мореходного училища плавал старпомом на учебном судне «Товарищ», капитаном на судне «Тимирязев». В 1933 году окончил Херсонский государственный морской институт. С 1936 года был капитаном теплохода «Комсомол».
Во времена гражданской войны в Испании совершил несколько рейсов с грузами, в том числе с оружием (танками) для республиканцев. Адмирал флота Николай Кузнецов, вспоминал, что «Комсомол» первым из советских судов прорвал фашистскую блокаду и доставил танки, автомашины и небольшое количество пушек в гавань Картахены. 14 декабря 1936 года теплоход «Комсомол» был потоплен франкистским крейсером «Канариас», а экипаж пленён и удерживался в тюрьме Пуэрто де Санта-Мария. О гибели транспорта писали Алексей Толстой, Михаил Булгаков, Лев Кассиль, Илья Эренбург, Александр Безыменский, Михаил Голодный и другие. Газетные полосы отводились материалам о митингах протеста, которые прошли во многих городах СССР. В Испании многотысячный митинг открыл Министр иностранных дел Альварес дель Вайо. Он зачитал телеграмму премьер-министра Ларго Кабальеро. Советский писатель Иван Гайдаенко был членом экипажа расстрелянного судна и не раз описывал эту трагическую историю в своих произведениях.
Под давлением СССР и других стран команда вернулась на родину.
После освобождения из плена возглавлял Черноморское пароходство. В 1938 году руководил уникальным для того времени перегоном большого плавучего дока из Одессы в Петропавловск-Камчатский, где в дальнейшем ремонтировались суда союзников, осуществлявшие военные поставки. Грузоподъёмность цельносварного дока составила 5 000 тонн. При его транспортировке на нём оставались катера «Чкалов» и «Беляков», а также две лихтерные баржи.
Во время Великой Отечественной войны принимал участие в обороне Одессы, Севастополя, Новороссийска и Кавказа. С 1941 г. назначен уполномоченным Наркомата морского флота СССР и возглавил созданное Черноморско-Азовское бассейновое управление.
С 1943 года по 1947 г. - начальник Дальневосточного пароходства, руководил перевозками грузов из США. После войны руководил Главным Управлением Министерства морского флота СССР, работал в должности заместителя Министра морского флота.
Похоронен на Головинском кладбище.

## Награды
Награждён тремя орденами Ленина, орденом Красного Знамени, Отечественной войны 1 степени, Трудового Красного знамени, медалями «За оборону Одессы», «За оборону Севастополя», «За оборону Кавказа», «За победу над Германией», «За доблестный труд», «За победу над Японией» и др.
Сын — Мезенцев, Владимир Георгиевич (1953—2008) — российский журналист, преподаватель журфака МГУ, основатель Школы тележурналистики, рекламы и паблик рилейшнз в Центральном Доме журналиста (сейчас — Школа журналистики имени Владимира Мезенцева в Домжуре).

## Воспоминания и память
- Лев Кассиль в рассказах «Диско», «Вдова корабля», «Матч в Валенсии», «Губернаторский пассажир» и других описал несколько историй, связанных с его поездкой в Испанию на теплоходе «Комсомол»[15]. Сам теплоход в произведениях Льва Абрамовича носил имя «Кимовец», а его капитана можно узнать в герое Грише Афанасьеве. Познакомившись в 1936 году, Георгий Мезенцев и Лев Кассиль дружили многие годы.
- В 1937 году Леонид Утёсов в память подвига советских моряков «Комсомола» исполняет песню «Теплоход "Комсомол"»[16] (Музыка: В. Соловьёв-Седой Слова: В. Белов).
- Участник «огненных рейсов»[17], начальник Дальневосточного морского пароходства Георгий Афанасьевич Мезенцев стал прототипом капитана в памятнике морякам торгового флота, погибшим в годы Великой Отечественной войны[18][19] (скульпторы О. Иконников, В. Зверев, архитекторы Ю. Вдовин, Б. Тхор). Мемориальный ансамбль был установлен в городе Владивосток 6 ноября 1967 года[20].
- В 1979 году судно типа Ro-Ro проекта 1609 Черноморского морского пароходства получил имя «Капитан Мезенцев»[21].
- 14 декабря 2016 года, ровно через 80 лет потопления теплохода «Комсомол», в Одессе на доме Потоцкого (Приморский бульвар, дом 1) установили памятную доску капитану Г. А. Мезенцеву[22]. Решение об установке в июле 2015 года было поддержано историко-топонимической комиссией города[23], а распоряжение об установке мемориальной доски Георгию Афанасьевичу Мезенцеву подписал глава города Одессы Труханов, Геннадий Леонидович 15 февраля 2016 года.[24].
- В 2010 году ветеранские организации Черноморского морского пароходства и Завода радиально-сверлильных станков направили прошение в историко-топонимическую комиссию о переименовании одной из улиц Одессы в честь братьев Мезенцевых[25]. 17 февраля 2011 года историко-топонимическая комиссия включила имя Георгия Мезенцева в реестр резервных названий, для переименования улиц города[26]. На основании закона о декоммунизации Украины, Историко-топонимическая комиссия города предложила переименовать улицу Чапаева в честь братьев Мезенцевых[27].